# Constantia Eriksdotter
Constantia Eriksdotter, född på slottet Tre Kronor i Stockholm natten mellan den 13 och 14 juni 1560, död 24 januari 1649 i Odensfors, Vreta Klosters socken, Östergötland, var illegitim dotter till kung Erik XIV av Sverige och Agda Persdotter. Hon kallades "drottningen av Tiveden".

## Biografi
Constantia föddes i Stockholm, och liksom vid hennes systers födelse upprättades hennes horoskop av fadern vid hennes födelse. Hon överlämnades tillsammans med sin äldre syster Virginia Eriksdotter av sin far till sin faster prinsessan Cecilia efter modern Agdas giftermål 1561, då föräldrarnas förbindelse avslutades. Ingen av systrarna var tre år gamla, och det var därmed egentligen ett lagbrott att frånta modern vårdnaden. Cecilia lämnade landet efter sitt giftermål 1564, och de hamnade då i sin andra faster Elisabet Vasas vård. Från 1565 var det blivande styvmodern och drottningen Karin Månsdotter som övade tillsyn. Constantia besökte sin far Erik då denne satt fången på Västerås slott hösten 1573. Detta besök noterade Erik i den "dagbok" han förde. Hon kan ha varit den siste anförvanten som såg honom i livet.
Både kung Magnus Erikssons landslag från 1350 och kung Kristoffers landslag från 1442 reglerar hur frillobarn ska uppfostras. Modern skulle ta hand om barnet tills det var tre år och fadern tills det var sju. Båda föräldrarna hade vårdnaden tills barnet var sju år, då det ansågs vuxet. Till skillnad från barn födda i "hor" fick frillobarn ärva fadern. Frillobarnens särställning bland oäktingarna försvann inte ur lagtexten förrän 1734.
Den 13 januari 1594 gifte Constantia sig med hertig Karls kammarjunkare, engelske adelsmannen Henrik Frankelin. Samma år fick Constantia nio gårdar i Väne härad (senare Älvsborgs län), av sin kusin kung Sigismund. Den 24 mars 1595 tillföll henne Bocksjö i Undenäs socken, Vadsbo härad (senare Skaraborgs län), med tillhörande 13 kringliggande gårdar av farbrodern hertig Karl, den senare kung Karl IX. Bocksjö (Bocksjöholm) gjordes till sätesgård. Constantia lär liksom sin far ha lidit av mental skörhet.
Efter maken Henriks död 1610 förlade Constantia sitt änkesäte till Odensfors, Vreta Klosters socken, Östergötland, vilket Henrik tidigare fått av kung Karl IX. Vid 88 års ålder avled så Constantia i Odensfors den 24 januari 1649. Hon begravdes bredvid sin make Henrik 6 augusti 1650 i Undenäs gamla kyrka i Skaraborgs län. Hon var den näst sista överlevande av gamle kung Gustav Vasas barnbarn - den 14 år yngre och likaledes illegitimt födde kusinen Karl Karlsson Gyllenhielm avled 1650.
Constantia intresserade sig för växtodling och tros ha planterat flera medicinalväxter som nu förekommer i Hovets naturreservat. Hon tros också ha planterat de första bokarna där.
I Undenäs kyrktorn förvaras en duvblå månstenspärla från Constantias halsband i en liten vit ask på rosa bomull.

## Familj
Constantia gifte sig 13 januari 1594 med hovjunkaren Henrik Frankelin (död 4 maj 1610). Paret fick följande barn:
1. Carl Frankelin (död 1631), major, stupade i tyska Greifswald.
2. Johan Frankelin (adlades jämte brodern 1625 men dog ung).
3. Maria Catharina Frankelin (död 1661), gift med landshövdingen Anders Koskull (1594-1676).
4. Elisabet Frankelin (död 1655), gift med fälttygmästaren Christian Frost (stupad 1631).